# خانه نظام‌السلطان و درخت چنارک
خانه نظام السلطان و درخت چنارک مربوط به دوره قاجار است و در لواسانات، شهر لواسان، محله گلندوک، واقع شده و این اثر در تاریخ ۲۱ مهر ۱۳۷۷ با شمارهٔ ثبت ۲۱۳۴ به‌عنوان یکی از آثار ملی ایران به ثبت رسیده است.